# Lacida biplagatana
Lacida biplagatana är en fjärilsart som beskrevs av Embrik Strand 1918. Lacida biplagatana ingår i släktet Lacida och familjen tofsspinnare. Inga underarter finns listade i Catalogue of Life.